# Медаль Золотого юбилея Николая I короля Черногорского
Медаль Золотого юбилея Николая I короля Черногорского — памятная (юбилейная) медаль Королевства Черногории, учреждённая в 1910 году в ознаменование 50-летия восшествия на престол короля Николая I Петровича.

## История
Медаль была учреждена в 1910 году в честь Золотого юбилея — 50-летия царствования князя, затем короля, Николая I Петровича. Торжества прошли в Цетине, столице Черногории. Были торжественно отмечены не только королевский Золотой юбилей, но и юбилей золотой свадьбы королевской четы, и провозглашение княжества Черногории королевством, а Николая I Петровича — королём.
Медаль имела три класса — золотая, серебряная и бронзовая. Вручалась членам правящей династии, чиновникам, чинам черногорских и иностранных вооруженных сил, иностранным гражданам. Изготовлялась на Венском монетном дворе (Австро-Венгрия).

## Описание
Представляет собой штампованный, в зависимости от класса — золотой, серебряный или светло-бронзовый диск диаметром 36 мм и толщиной 3,5 мм, с ушком для крепления к треугольной колодке.
Аверс: обращённый влево профиль короля Николая I, увенчанный лавровым венком. Надпись по кругу кириллицей «У СПОМЕН ПРОСЛАВЕ ПЕДЕСЕТОГОДИШЊЕ ВЛАДАВИНЕ», внизу «1910» (В память торжества пятидесятилетия царствования; 1910 год).
Реверс: на лавровом венке — геральдический рассеченный крест с выпуклыми изогнутыми концами. Центральный медальон креста — вензель Николая I (под короной), очерченный надписью «ЗА ПРИЈЕСТО И ОТАЦБИНУ» (За престол и отечество). На верхнем луче креста указана дата «1 АВГ» (1-е августа), в левом и правом лучах креста — даты, соответственно «1860» и «1910».
На медали — клеймо гравёра: «ST.SCHWARTZ» (Стефан Шварц).

## Лента медали
Лента медали белая с красными полосами по бокам, идентичная ленте орденов Петровичей-Негошей и Князя Даниила I. Ширина ленты 40 мм.